# HD 204411
HD 204411，又名BD+48 3390，SAO 50867、HR 8216，是一颗恒星，视星等为5.31，位于銀經92.09，銀緯-1.39，其B1900.0坐标为赤經21h 23m 18.5s，赤緯+48° -1.39′ 0″。